# VisiCalc
VisiCalc（ヴィジカルク）は、1979年に発売された世界初のパーソナルコンピュータ向け表計算ソフトである。それまでホビー用と考えられていたマイクロコンピュータをビジネスツールへと変貌させることになったソフトウェアである。6年間で70万本を売り上げ、その後も含めると総計でおよそ100万本を売り上げた。
最初はApple II向けの版がリリースされApple IIのキラーアプリケーションとなりその販売を牽引し、その後はいくつものプラットフォームに移植された。8bitだけでなく一部に16bitのプラットフォームも含む。

## 歴史
VisiCalcの考案者はダン・ブリックリン、設計者はボブ・フランクストン、開発会社はブリックリンとフランクストンが設立した会社Software Arts社、販売会社はPersonal Software 社（後のビジコープ）であり、1979年にApple II向けに発売された。
VisiCalcのおかげでApple II はホビースト向けの玩具から便利なビジネスツールへと変貌した。IBM PC が登場する2年前のことである。

### 着想
VisiCalcは、部分的には、メインフレームなどによるタイムシェアリングシステムで広く使われていた表計算プログラムに着想を得ている。例えば、International Timesharing Corporation (ITS) の Business Planning Language (BPL)、Foresight Systems の Foresight などがよく使われていた。ブリックリンは「VisiCalcを作り始めたころ、我々は様々な表計算プログラムに精通していた。実際、ボブは1960年代から Interactive Data Corporation で働いており、そこで表計算ソフトを使っていたし、私もハーバード・ビジネス・スクールで触れたことがある」と記している。
ブリックリンを VisiCalc の開発へと向かわせるきっかけとなったのは1978年のことで、ブリックリンがハーバード・ビジネス・スクールでMBAを取得するためのコースに在籍していた時期のある日の出来事だった。ブリックリンによれば、彼はハーバード・ビジネス・スクールで、教授が黒板に金融モデルを書くのを見ていた（それは縦・横に直線がいくつも引かれた表で、経理帳簿に似た表だったという。教授はその表のセル（四角いマス目）に方程式とデータを書き込んだ。）。だがその教授が間違いに気づきパラメータを変更しようとしたとき、ひとつのセルの値を修正しただけなのに、残りの表の中の大部分を消して書き直さなければならなくなった。これを見たブリックリンは、このような式にもとづいた計算をコンピュータ上で自動的に処理する「電子式表計算」を思いついたのである。
実はブリックリンがそのような「電子式の表」を実現するコンピュータとして最初に思い浮かべたのは、その出来事が起きる数日前にたまたまハーバード・ビジネス・スクールでダグラス・エンゲルバートがデモして見せてくれたポケット・コンピュータ（TI社のBuisiness Analystシリーズの1台）だった。シンプルなインターフェイスを備えたコンピュータであり、それなら容易に修正して再計算させられる電子的な表を作れると思えたからである。だが、どのコンピュータの上で「電子式の表」を実現するかについては、このポケコンだけでなく、独自のコンピュータや当時のマイクロコンピュータやミニコンピュータ（ミニコン）含め、あれこれと思案することになる。
ブリックリンはその「電子式の表」のアイデアを指導教官や友人に話したところ、大半から「それは素晴らしいアイデアだ」と賞賛されたが、コンピュータに精通しているとある教授からは「そのようなソフトは既に大型コンピュータ向けに存在するのに、わざわざマイコン向けに作る必要があるのか」と否定的な見解を示されたという。ただその教授は、「一年上の学生にマイコンに詳しい人間がいるので相談してみるといい」として一人の人物を紹介する。それがPersonal Software社を経営するダン・フィルストラであった。
ブリックリンは当初、表計算専用のハードウェアを設計・製造して販売することを考えていたが、フィルストラは「わざわざハードを作らなくても、既に売れているハード向けにソフトを作って売ったほうが賢明だ」とブリックリンを説得し、またブリックリンは自分のお気に入りのDECのミニコン向けのソフトウェアとして当ソフトを開発することも考えていたらしいが、フィルストラは当時既にベストセラーとなっていた Apple II 向けにソフトを作ることを勧めた。なおフィルストラがApple IIを勧めた理由は、Apple IIが技術的に優れていてCP/MをOSとするマイコンや当時のミニコンよりもグラフィック性能が良かったこともあるが、それに加えてスティーブ・ジョブズから大幅な値引きを約束されたからだともいう。フィルストラの説得を受けてApple II向けにすることにしブリックリンは友人のフランクストンと共同でSoftware Arts社を設立し開発をスタートさせた。ブリックリンは自分の夢を実現するために、当時すでに経験豊富なプログラマであった友人のボブ・フランクストンに声をかけたのである。

### 初期デモの作成
まずはPersonal Software社から借りたApple IIのInteger BASIC上で動く素朴なデモプログラムを作成した。この初期デモプログラムの段階ではまだ機能が不十分でスクロールすらままならなかったが、それでも画面の印象は後の完成品に近い、よく出来たものであり、このデモプログラムを見たフィルストラは大いに感銘を受けた。このプログラムには行（数字のラベルつき）と列（アルファベットのラベルつき）があり、各セルにユーザーがデータや式を入力でき、他のセルを名前（たとえば「A2」）で特定することもできるものだった。フィルストラは非常に感銘を受けたので、最終製品を開発・リリースするための同意書をブリックリンおよびフランクストンと交わすに至った。このソフトウェアがもたらす総収益の37.5％がロイヤルティとして入ることや、開発コストをカバーするためにお金が前払いされることなどに3人は合意した。

### 本開発
1978年から1979年にかけての冬の2か月間で VisiCalc を開発。
開発はMulticsタイムシェアリング・システム上で動くMOS 6502アセンブラを使って行われた。
当初16KBのメモリで動作することを目標としていたが、結局それは不可能であることが判明し、32KBで動作するものができた。テキストとグラフィックスの分離表示などの機能も考えていたがメモリ容量の都合で省くことになった。なお、メモリの価格が下落したためアップルは標準で48KBのメモリを搭載して出荷するようになったため、メモリ容量については問題ではなくなった。当初、記録用媒体としてデータレコーダ（カセットテープを記録媒体にするもの）をサポートしていたが、それも間もなく省かれた。

### Apple II躍進に貢献、IBM PC誕生への影響、他のプラットフォームへの展開
VisiCalc はビジネスツールとしてのパーソナルコンピュータの有効性を示し、Apple II の躍進に寄与した。このことは、それまでPC市場を無視していたIBMがPC市場に参入する要因にもなった。Apple II 版の後、VisiCalc はAtari 8ビット・コンピュータ、PET 2001（どちらも Apple同様6502プロセッサ使用）、TRS-80（Z80プロセッサ）、IBM PCなどに移植された。

## 課題とライバル製品の出現
電子式表計算は画期的なアイデアだったが、ブリックリンはこのアイデアでは特許を取れないだろうと助言され、この発明から得られたであろう莫大な利益を逃してしまった。当時、アメリカ合衆国ではソフトウェアの特許は認められておらず、権利は著作権でのみ守られるとされていた。著作権はアイデアそのものを守るのには適しておらず、競合他社はコンセプトを即座にコピーして表示形式を変えるだけで著作権侵害を問われずに販売することができたのである。ただし VisiCalc が開発された当時、表計算ソフト自体は大型コンピュータの世界で既に存在していたことから、仮にソフトウェア特許が認められていたとしても、どのみちブリックリンらが特許を取得することはできなかっただろうという意見も有る。
InformationWeek 誌の Charles Babcock は「VisiCalcは問題が大いにあり、ユーザーが求めた多くのことを実現できなかった」としている。間もなく VisiCalc よりも強力な他社製品が登場した。SuperCalc（1980年）、マイクロソフトのMultiplan（1982年）、Lotus 1-2-3（1983年）、ClarisWorks（1984年）の表計算モジュールなどである。そして、Microsoft Excel（Mac OS版が1985年、Windows 2.0 版が 1987年）に至って表計算ソフトは新世代へ移行していった。特許が成立していなかったので、これらはビジコープ社に何も支払うことがなかった。
本来であればこれら後継ソフトに対抗すべく VisiCalc もバージョンアップを重ねるべきであったが、当のブリックリンらはこの頃販売元のビジコープとの間の裁判に忙殺されており、プログラムの開発にほとんど時間を割けなかった。特にIBM PC向けの移植作業が大幅に遅れたことが VisiCalc にとって致命傷となった。このため VisiCalc の売上は急減し、Software Arts社もビジコープとの間の訴訟には勝訴したものの経営難に陥ったことから、ブリックリンらは1985年に同社をロータスに売却した。

## 評価
『Antic』誌のレビュアー Joseph Kattan は1984年の時点で次のように記している。